# 1723 w polityce

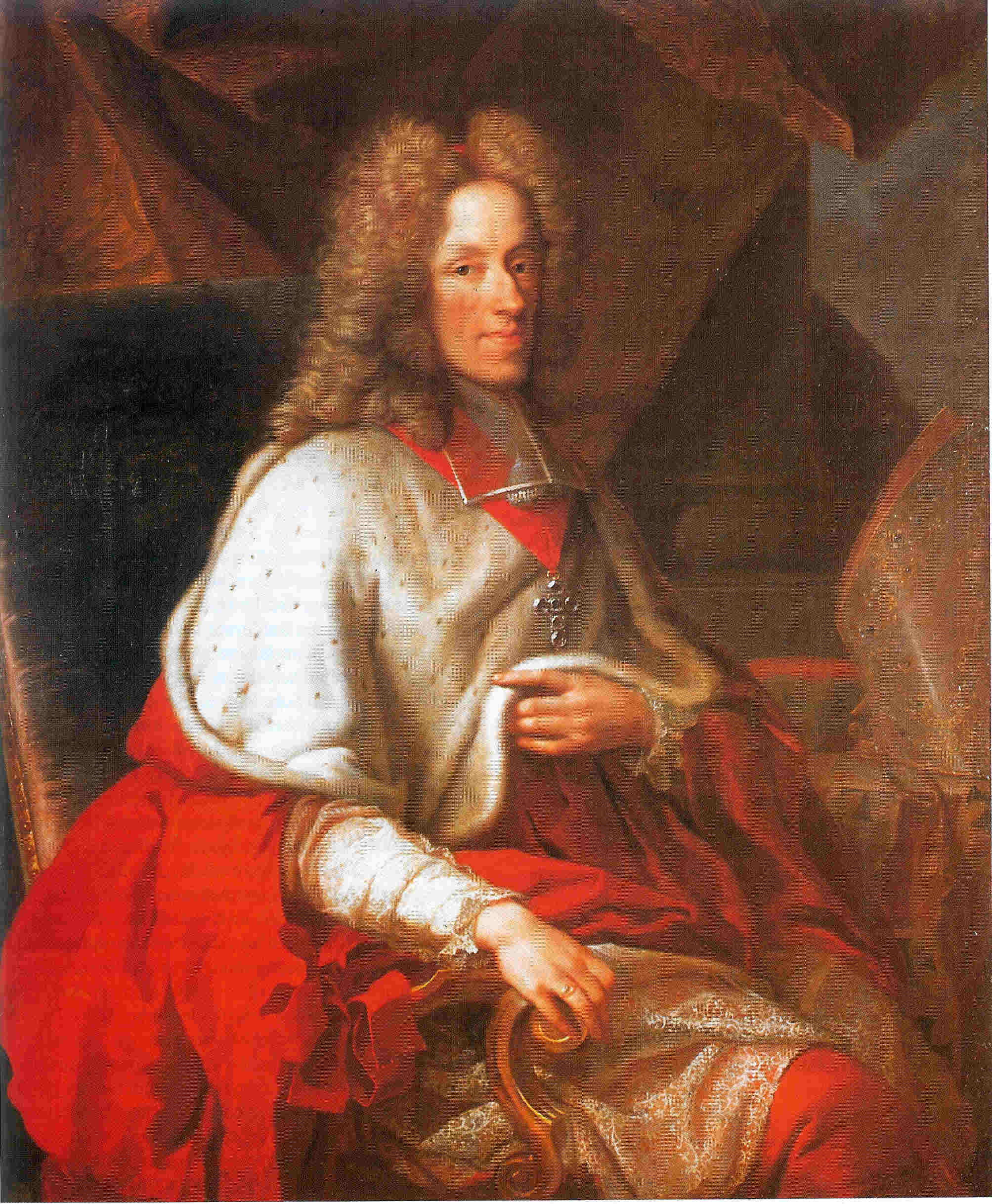
Józef Klemens Wittelsbach

Wydarzenia polityczne w 1723 roku.

## Zmarli
- Józef Klemens Wittelsbach, książę bawarski, arcybiskup Kolonii[1].